# Xã Southwest, Quận Sargent, Bắc Dakota
Xã Southwest (tiếng Anh: Southwest Township) là một xã thuộc quận Sargent, tiểu bang Bắc Dakota, Hoa Kỳ. Năm 2010, dân số của xã này là 18 người.